# Таборити
Табори́ти — прихильники радикальної течії гуситського руху у Чехії XV століття.
Назва походить від гори Табор на півдні Чехії, де була їхня фортеця. Програмний документ — «Дванадцять празьких статей». Це були переважно селяни, міська біднота, частина дрібного дворянства, бідне духовенство, ремісники. Вимагали докорінної реформації католицької церкви, позбавлення її багатств, переведення богослужіння на чеську мову, скасування приватної власності, феодальних привілеїв і створення царства справедливості.